# Guarigione dello storpio

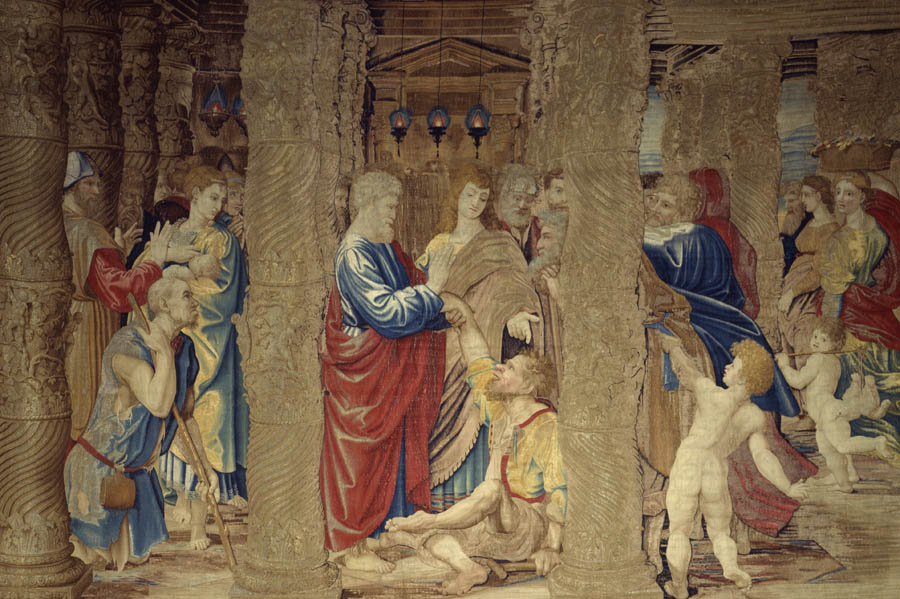
L'arazzo tratto dal cartone

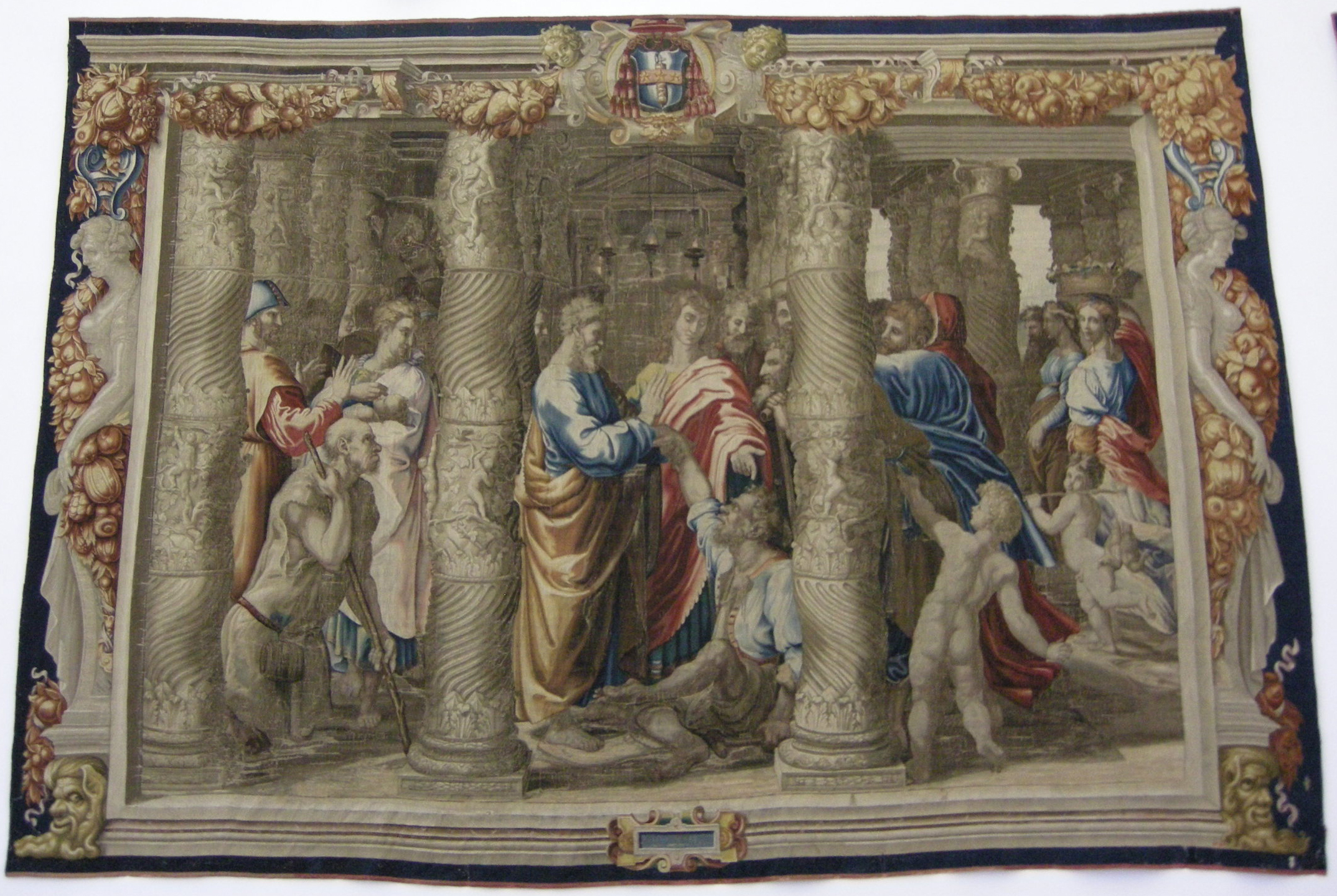
Una copia seicentesca dell'arazzo, in cui i colori della veste di Pietro sono uguali a quelli del cartone

La Guarigione dello storpio è un dipinto a tempera su carta (390x520 cm) di Raffaello Sanzio, databile al 1515-1516 e conservato nel Victoria and Albert Museum di Londra. Fa parte dei cartoni per gli arazzi della Cappella Sistina.

## Storia
Leone X incaricò Raffaello di realizzare dei cartoni preparatori per una serie di arazzi da collocare nella Cappella Sistina, tra la fine del 1514 e l'inizio del 1515. I cartoni vennero inviati a Bruxelles e trasformati in arazzi nella bottega di Pieter van Aelst. Giunsero a Roma entro il 1519, venendo esposti (sette su dieci) durante la solennità di santo Stefano (26 dicembre) di quell'anno. Gli altri tre dovettero pervenire immediatamente dopo. I cartoni erano destinati a decorare il registro più basso delle pareti (quello coi finti tendaggi), nella zona separata dalla transenna marmorea destinata al papa e ai religiosi; erano utilizzati nelle solenni festività e si leggevano, come le storie soprastanti, dalla parete dell'altare verso il lato opposto.
I cartoni, tagliati a pezzi per la tessitura, rimasero presso l'arazziere che ne trasse diverse altre copie e, secondo le consuetudini dell'epoca, li prestò forse anche ad altre botteghe. Serie ritessute si trovano a Berlino, Vienna, Madrid, Mantova, Loreto, ecc.
Vennero poi acquistati a Genova da sir Francis Drake nel 1623, per la manifattura di Mortlake per conto del principe ereditario inglese, il futuro Carlo I. Dopo la morte del re, alla vendita dei beni della corona, i cartoni furono acquistati da Cromwell, che li fece tenere in casse nella Banqueting House di Whitehall. Dopo la Restaurazione tornarono in possesso dei reali: Carlo II tentò di venderli alla manifattura dei Gobelins, ma venne bloccato dai ministri.
A fine del XVII secolo vennero ricomposti, incollati su tela e restaurati da William Cooke, su incarico di Guglielmo III, desideroso di esporli. Fece infatti realizzare un'apposita galleria a Hampton Court, dove restarono fino al 1913. Spostati a Buckingham House e poi in altre sedi, vennero infine destinati al nascente museo dalla Regina Vittoria, nel 1865.

## Descrizione e stile
Il cartone riflette specularmente la scena dell'arazzo, per la tecnica a basso liccio in cui i modelli sono tenuti sotto l'ordito, che poi viene rovesciato.
La scena si ispira a un passo degli Atti degli Apostoli (III, 1 e ss.), ed è riferita al Sanzio, coadiuvato probabilmente da Giulio Romano e da Giovanni da Udine.
San Pietro, accompagnato da Giovanni apostolo, passando sotto la Porta Speciosa del Tempio di Salomone a Gerusalemme guarisce uno storpio, visibile al centro, mentre un altro si avvicina da destra. Le colonne tortili dell'architettura ricordano il recinto attorno alla tomba dell'apostolo nell'antica basilica di San Pietro in Vaticano, che vennero poi rievocate da Bernini nel celebre baldacchino. Secondo la tradizione le colonne originali provenivano proprio dal tempio gerosolimitano. Un forte senso dinamico fa convergere lo sguardo dello spettatore verso il centro, sblaccando al rigidità della tripartizione delle colonne. Effetti luminosi definiscono la scansione spaziale, con il cuore del tempio velato dall'oscurità, rischiarata appena dalle lucerne che creano bagliori sull'architettura.
Raffaello, consapevole del confronto con Michelangelo in Cappella, impostò i disegni con un crescendo drammatico, dove le figure prevalgono sul paesaggio o sull'architettura di sfondo, contrapponendosi in gruppi o in personaggi isolati, per facilitare la lettura delle azioni. Gli schemi sono dunque semplificati e  i gesti e la mimica dei personaggi enfatizzati, per renderli più eloquenti e "universali". A differenza di Michelangelo però la monumentalità non deriva dal tormento plastico delle figure, ma da equilibri accuratamente studiati, che bilanciano la composizione e i sussulti spirituali dei protagonisti, nonostante le volute asimmetrie.
L'uso della tempera, in tonalità chiare, andò incontro alla ristretta gamma a disposizione degli arazzieri, così come sono un adattamento allo scopo le grandi masse di luci ed ombre. Nonostante la sorveglianza di Bernard van Orley, affinché i modelli venissero rispettati fedelmente, gli arazzieri alterarono inevitabilmente le composizioni, indurendo i lineamenti delle figure e i paesaggi, nonché aggiungendo l'oro e vari arricchimenti ornamentali.